# Grubenhund (Zeitung)
Ein Grubenhund ist eine spezielle Form einer Zeitungsente und war vor allem in Österreich vom Anfang bis zur Mitte des 20. Jahrhunderts verbreitet. Er besteht in einem überzeugend formulierten, aber faktisch unsinnigen Leserbrief, mit dem eine Redaktion hereingelegt wird, indem sie ihn abdruckt, ohne den inhaltlichen Unsinn zu bemerken. Der Name geht auf einen satirischen Text von Karl Kraus zurück. Da sich Zeitungen später in erster Linie auf Meldungen von Presseagenturen verließen, traten Grubenhunde in späterer Zeit nur mehr selten auf.

## Idee
Der Grubenhund entstand zumeist aus Ärger eines Lesers über inkompetente Berichterstattung. Dieser verfasste einen Beitrag, der sich ganz dem Stil der jeweiligen Zeitung anpasste und den besonders in Österreich verbreiteten Respekt vor akademischen, aristokratischen oder Amtstiteln ausnützte, sodass zuständige Redakteure den unsinnigen Inhalt nicht bemerkten. Die Absicht war oft, mittels einer bewusst lancierten Falschmeldung Journalisten der Nachlässigkeit, Eitelkeit und vor allem der Ignoranz zu überführen. Eine Irreführung der Leser war im Gegensatz zur Zeitungsente nicht das Ziel eines Grubenhundes, sondern im Gegenteil die Bloßstellung des Mediums vor dem kritischen Leser. Eine beliebte Technik war die falsche Verwendung von Fachausdrücken, fremdsprachlichen Wörtern und widersprüchlichen Aussagen. Auch Akrostichen, deren Zeilenanfänge das Gegenteil des eigentlichen Gedichtes aussagten, kamen vor.

## Geschichte
Der Schöpfer des „Grubenhundes“ war der Ingenieur Arthur Schütz, der das Bedürfnis der Neuen Freien Presse nach Artikeln mit vielen technischen Fachausdrücken über Erdbeben am 18. November 1911 ausnutzte.
Zwar wurde der Grubenhund erst in diesem Leserbrief geboren, doch kam die Anregung dazu von einem Grubenhund ante litteram, nämlich einem Leserbrief des Zivilingenieurs J. Berdach, der am 22. Februar 1908 in der Neuen Freien Presse erschien. Er gab Beobachtungen zu einem Erdbeben wieder und enthielt Nonsens wie die „Variabilität der Eindrucksdichtigkeit“ oder „tellurische Erdbeben (im engeren Sinne)“, die von einem „kosmischen Erdbeben (im weiteren Sinne)“ als wesentlich verschieden abzugrenzen seien. Dieser Ing. Berdach (in Wirklichkeit Karl Kraus) darf als Urheber der Grubenhunde und Laufkatzen gelten, auch wenn sie damals, 1908, noch nicht so hießen.
Arthur Schütz schrieb 1911 unter dem Namen Dr. Ing. Erich Ritter von Winkler Sätze wie:

„Ich saß allein im Kompressorenraum, als – es war genau 10 Uhr 27 Minuten – der große 400pferdekräftige Kompressor, der den Elektromotor für die Dampfüberhitzer speist, eine auffällige Varietät der Spannung aufzuweisen begann.“

und

„Völlig unerklärlich ist jedoch die Erscheinung, daß mein im Laboratorium schlafender Grubenhund schon eine halbe Stunde vor Beginn des Bebens auffallende Zeichen größter Unruhe gab.“

Dieser Satz begründete den Namen „Grubenhund“. Ein Grubenhunt bezeichnet einen unter Tage verwendeten Güterwagen (ähnlich der Güterlore). Die Neue Freie Presse war bevorzugtes Opfer von Grubenhunden, so kamen dort feuerfeste Kohle, rechteckige Kreise, der italienische Senator Duca Melbista-Berso-Thum (Wortspiel in küchenlateinischer Art: „Du Kamel bist aber so dumm“), miauende Laufkatzen und anderes vor. Aber auch andere Zeitungen erhielten Grubenhunde, die unter anderem kupferne Isolatoren, verbogene Visierlinien, Degeneratoren und ähnlichen Unsinn enthielten. Die meisten Verfasser von Grubenhunden blieben aber im Gegensatz zu Schütz unerkannt.
Eine kulturpolitische Dimension gewann der Grubenhund, als die Deutschösterreichische Tages-Zeitung am 27. Februar 1924 als einziges Blatt Europas über eine angebliche Erschießung in einem siebenbürgischen Dorf und die Verhaftung des Schuldigen berichtete. Die tendenziöse Meldung war ernst gemeint, doch als erfunden erkannt. In der Folge erschienen „Augenzeugenberichte“, die viele Schuldige an dem Blutbad und die Opfer (alle mit erfundenen Namen aus Schillers Räubern und Wallenstein) nannten, darunter den Rittmeister Neumann, der „einem eitrigen Ovarialgeschwür“ erlag. „Nur einer entkam wie durch ein Wunder: der städtische Obertachometer Dredich...“. Einer der Schuldigen war Banjakutya (auf Deutsch: Grubenhund).
Ernster und gefährlicher für den Autor, einen anonymen Prager Satiriker, war der Grubenhund, den er unter dem Namen „Heinz Werner Spalowski“ im nationalsozialistischen Blatt Nordböhmens Der Tag unterbringen konnte: eine von absichtlichen Fehlern strotzende Polemik gegen Heine und angebliche „jüdische Verfälschungen“ der deutschen Dichtung, an der jedoch der antisemitische Tonfall dem Charakter der Zeitung vollkommen entsprach.